# 신부 납치

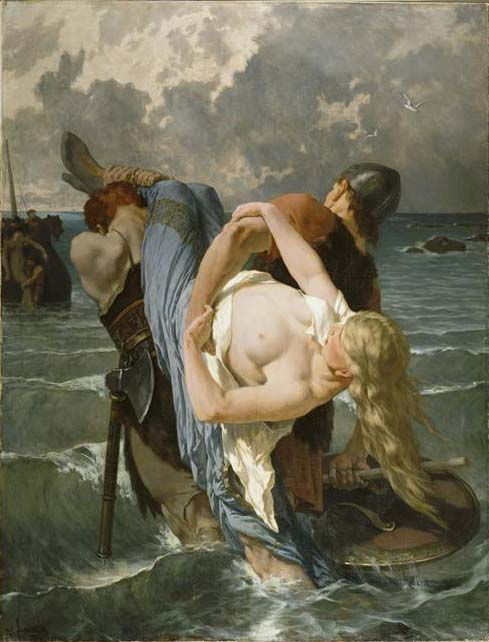
바이킹들이 여성을 납치하는 모습을 묘사한 그림. 바이킹 남자들은 자신들이 약탈한 땅에서 외국 여성들을 납치하여 결혼이나 첩으로 삼곤 했다. 19세기 프랑스 화가 에바리스트 비탈 루미나이스(Évariste Vital Luminais)가 삽화를 그렸다.

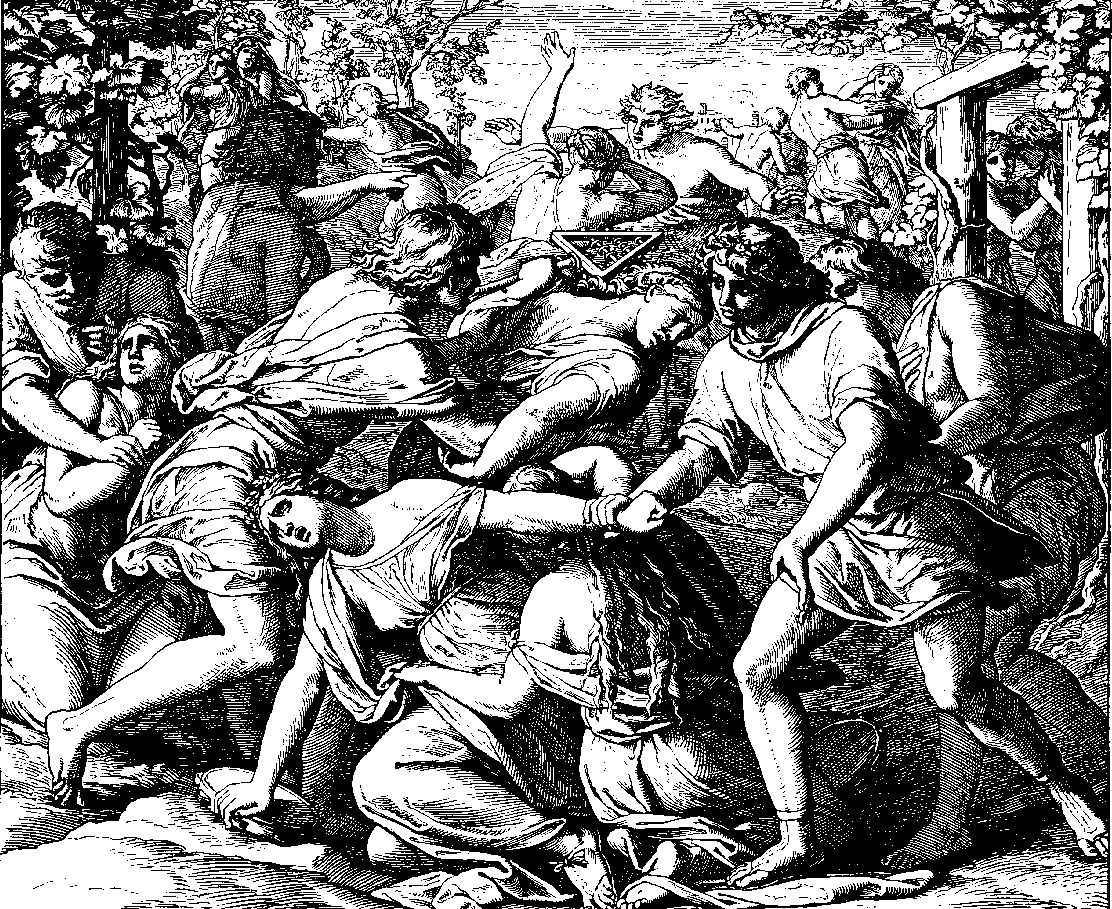
율리우스 슈노르 폰 카롤스펠트(Julius Schnorr von Karolsfeld)가 1860년에 그린 목판화에서 베냐민 사람들이 실로에서 아내를 빼앗는 장면. 기브아 전투(Battle at Gibeah)에서 큰 피해를 입은 후 결혼할 여자가 부족했다.

신부 납치(Bride kidnapping)는 납치 결혼(marriage by abduction) 또는 포로 결혼(marriage by capture)이라고도 불리며, 남자가 결혼하고 싶어하는 여자를 납치하는 관행이다.

신부 납치(이 때문에 혼성어 bridenapping)는 전 세계 선사시대와 역사 전반에 걸쳐 동남아시아의 흐몽족, 멕시코의 첼탈족(Tzeltal people), 유럽의 로마니족 등 다양한 민족 사이에서 행해져 왔다. 신부 납치는 여전히 세계 여러 지역에서 발생하고 있지만, 코카서스, 중앙아시아, 그리고 아프리카 일부 지역에서 가장 흔하게 발생한다.

## 같이 보기
- 알라 카추
- 강제 결혼
- 신부 매수